# Victor Anthony Albert
Victor Anthony Albert ( 1958 ) es un botánico estadounidense. Desarrolla actividades académicas en el Departamento de Ciencias Biológicas, Universidad de Buffalo.

## Algunas publicaciones
- lena Struwe, victor a. Albert. 2002. Gentianaceae: Systematics and Natural History, Cambridge University Press, 2002. ISBN 9780521809993 Google-Books online. Lena Struwe: Anthocleista, pp. 195-196

### Libros
- lena Struwe, victor a. Albert, brigitta Bremer. 1994. Cladistics and Family Level Classification of the Gentianales. Reimpreso por Academic Press, 206 pp.

## Honores
Miembro de
- Sociedad Estadounidense de Taxónomos Vegetales
- La abreviatura «V.A.Albert» se emplea para indicar a Victor Anthony Albert como autoridad en la descripción y clasificación científica de los vegetales.[1]